# Temple de Seti I a Abidos

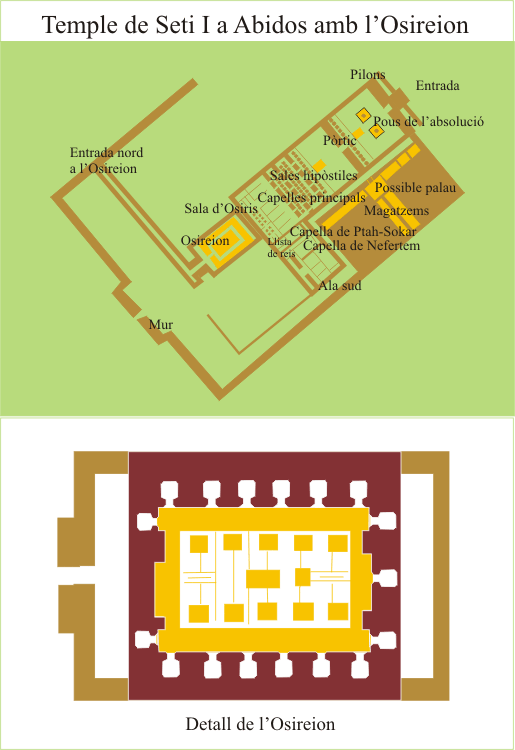
Temple de Seti I a Abidos amb detall de l'Osireion

El temple de Seti I a Abidos fou un temple construït pel faraó Seti I a la ciutat d'Abidos.
Era dedicat a Osiris i Isis principalment però tenia set santuaris en fila, cadascun dedicat a un deu diferent: Ptah, Ra-Harakhty, Amon-Ra, Osiris, Isis i Horus. Seti I fou inclòs amb la seva capella funerària. Un ala tenia les cambres dedicades a Sokar i Nefertum i altres deïtats funeràries. Al darrere unes cambres dedicades al culte a Osiris i sota una estructura subterrània anomenada l'Osireion que contenia escenes del llibre de les portes i del llibre dels morts.
El va començar Seti I però el va acabar el seu fill Ramsès II. Des un pati s'entrava per la façana cap a un segon pati que donava accés al temple. Tota aquesta zona està en ruïnes. El temple tenia forma de L amb unes rampes d'accés (i escales amb 42 escalons) i dos pilons (un s'ha perdut) i dos pòrtics amb pilars seguit per dues sales hipòstiles i set capelles amb cambres addicionals al sud i alguns magatzems. El cos principal del temple era simètric a les set capelles.
L'Osireion era a uns 15 metres per sota.
Tant els materials emprats com el treball a la decoració el fan un dels temples de més alta qualitat d'Egipte.